# Hans-Jürgen Fritsch
Hans-Jürgen Fritsch (* 11. Februar 1940; † 4. April 2020) war ein deutscher Fußballspieler, der als Aktiver der Vereine Fortuna Düsseldorf und VfB Bottrop in den Jahren 1963 bis 1968 in der Fußball-Regionalliga West 59 Spiele absolviert hat.

## Laufbahn
Zu Beginn der Sichtung und des Aufbaus einer neuen Formation der deutschen Fußballnationalmannschaft der Amateure vor den „Olympia-Ausscheidungsspielen“ im September 1963 gegen die Vertretung des DFV der DDR, startete der damalige zuständige DFB-Trainer Helmut Schön mit dem Länderspiel am 13. April 1963 in Alassio gegen Italien in die Serie 1963/64. Nach Teilnahme an diversen DFB-Lehrgängen und vorherigen Berufungen in die Länderpokalmannschaft des Niederrheins vertraute Trainer Schön in Alassio beim Neustart der deutschen Amateurauswahl in der Defensive auf das Schlussdreieck mit Torhüter Manfred Martinschledde und dem Verteidigerpaar Hermann Michel und Fritsch von Rhenania Bottrop. Da der Mann aus Bottrop aber zur Runde 1963/64 einen Vertrag bei Fortuna Düsseldorf für die Fußball-Regionalliga West unterzeichnete, war nach seinem Einsatz gegen Italien seine Zugehörigkeit zur Amateurnationalmannschaft bereits beendet.
Bei der Mannschaft von Trainer Kuno Klötzer, Fortuna Düsseldorf, debütierte der Verteidiger am 17. November 1963 beim Auswärtsspiel gegen die Sportfreunde Siegen in der Regionalliga. Seine Einsätze gegen den späteren Meister Alemannia Aachen mit den Duellen gegen deren Flügelstürmer Herbert Gronen, sein Mitwirken beim 0:0 gegen die Gladbacher Offensive – mit Rudolf Pöggeler, Herbert Laumen, Ulrich Kohn, Günter Netzer und Egon Milder – wie auch sein Einsatz beim 3:1-Auswärtssieg beim VfB Bottrop ragten in seiner ersten Runde bei Fortuna Düsseldorf heraus. In seiner zweiten Saison, 1964/65, waren es die zwei jeweils 1:1 ausgehenden Duelle gegen den Vizemeister aus Aachen – mit deren Angreifern Klostermann, Nacken, Martinelli, Glenski und Krieger –, sein Mitwirken beim 5:1-Heimerfolg gegen Rot-Weiss Essen, als er es mit dem Essener Rechtsaußen Herbert Weinberg zu tun hatte und sein Einsatz beim 4:0-Heimerfolg gegen den späteren Meister und Bundesligaaufsteiger Borussia Mönchengladbach, als sich die Fortuna mit dem Schlussdreieck Albert Görtz, Hans-Josef Hellingrath und Fritsch gegen den „Fohlen“-Angriff mit Laumen, Heynckes, Rupp, Netzer und Waddey erfolgreich behaupten konnte. Fortuna Düsseldorf belegte 1964 wie auch 1965 jeweils den dritten Rang und Hans-Jürgen Fritsch kam gegen die interne Verteidigerkonkurrenz Häfner, Hellingrath, Hofmann, Klessa, Vigna und Zimmermann zu 29 Einsätzen.
Er kehrte nach Bottrop zurück und schloss sich den Schwarz-Weißen vom Jahnstadion an, dem VfB Bottrop. Er feierte 1966/67 mit dem VfB die Meisterschaft in der Verbandsliga Niederrhein. In der Aufstiegsrunde zur Regionalliga West belegte Bottrop hinter dem Lüner SV und vor SC Fortuna Köln den zweiten Rang und stieg auf. Gemeinsam mit den Mitspielern Paul Baron, Alfred Kubitza, Karl-Otto Marquardt, Manfred Otta, Herbert Pawellek und Hans-Dieter Tippenhauer versuchte er vergeblich den Klassenerhalt in der Regionalligasaison 1967/68 mit dem VfB Bottrop zu realisieren. Fritsch absolvierte 30 Ligaspiele und Bottrop stieg wieder in die Verbandsliga ab. Damit endete auch seine höherklassige Laufbahn als Fußballspieler.